# موضوع (منطق)
الموضوع (رمزه ج) هو محل العرض المختص به. وقيل هو الأمر الموجود في الذهن. وموضوع كل علم ما يبحث فيه عن عوارضه الذاتية، كبدن الإنسان لعلم الطب، فإنه يبحث فيه عن أحواله من حيث الصحة والمرض، وكالكلمات لعلم النحو، فإنه يبحث فيه عن أحوالها من حيث الإعراب والبناء. وموضوع الكلام هو المعلوم من حيث يتعلق به إثبات العقائد الدينية تعلقا قريباً أو بعيدا. وقيل هو ذات الله، إذ يبحث فيه عن صفاته وأفعاله.
الموضوع عند البيانيين عبارة عن المسند إليه وعند النحاة عن المبتدأ.